# پرازیکوانتل
پرازیکوانتل (به انگلیسی: Praziquantel)
رده درمانی: داروهای ضدانگل
اشکال دارویی: قرص

## موارد مصرف
پرازیکوانتل جهت درمان کرم‌های پهن (سستودها و ترماتودها) در پستانداران و انسان استفاده می‌شوند. مانند شیستوزومیاز، کیست هیداتید، فاسیولاز، توکسوکارا، پاراگونیمیاز و تنیاز .

## مکانیسم اثر
با افزایش نفوذپذیری غشاء سلولی کرم به کلسیم، خروج یون‌های +۲ Ca باعث فلج عضلات بادکش‌ها و در نتیجه جداشدن آن‌ها از دیواره عروق می‌شود.

## عوارض جانبی
گیجی، ناراحتی عمومی، درد یا ناراحتی شکم با یا بدون تهوع، افزایش آنزیم‌های کبدی، سردرد، تعریق، راش، خارش، کهیر، افزایش فشارخون.